# Blues to the Bush
Blues to the Bush è un album dal vivo del gruppo rock britannico The Who, pubblicato nel 2000.

## Tracce
Tutte le tracce sono di Pete Townshend, eccetto dove indicato.

### Disco 1
1. I Can't Explain - 2:37
2. Substitute - 3:16
3. Anyway, Anyhow, Anywhere (Pete Townshend, Roger Daltrey) - 4:08
4. Pinball Wizard - 2:56
5. My Wife (John Entwistle) - 7:54
6. Baba O'Riley - 5:27
7. Pure and Easy - 6:06
8. You Better You Bet - 5:39
9. I'm a Boy - 2:55
10. Getting in Tune - 5:09
11. The Real Me - 4:03

### Disco 2
1. Behind Blue Eyes - 3:46
2. Magic Bus - 9:19
3. Boris the Spider (John Entwistle) - 2:35
4. After the Fire - 4:49
5. Who Are You - 6:32
6. 5:15 - 8:35
7. Won't Get Fooled Again - 8:53
8. The Kids Are Alright - 2:16
9. My Generation - 9:20

## Formazione

### The Who
- Roger Daltrey - voce, armonica, chitarra
- John Entwistle - basso, voce
- Pete Townshend - chitarra, voce

### Altri musicisti
- John "Rabbit" Bundrick - piano, tastiera, cori
- Zak Starkey - batteria